# Chambre introuvable
Chambre introuvable (französisch, unauffindbare Kammer, soll heißen: wie sie sich so leicht nicht wieder findet) war der Name der von Oktober 1815 bis September 1816 in Frankreich tagenden ultraroyalistischen Deputiertenkammer.
Nach der zweiten Restauration der Bourbonendynastie nach der endgültigen Besiegung Napoleons in der Schlacht bei Waterloo (18. Juni 1815) erhöhte Ludwig XVIII. durch die königliche Ordonnanz vom 13. Juli 1815 die Zahl der Deputierten auf 402 und ließ vom 12. bis zum 22. August eine neue Deputiertenkammer wählen. Das Votum erbrachte eine unerwartet große ultraroyalistische Mehrheit, die 78 % der Sitze ausmachte. Die dieser Majorität angehörigen Abgeordneten vertraten politisch äußerst rechte Positionen. Zwar war Ludwig XVIII. über die große Zahl royalistisch gesinnter Deputierter frohgestimmt, fürchtete aber auch die absehbaren extrem reaktionären Forderungen, die sie stellen würden. Mit einem Bonmot bezeichnete er die gewählte Volksvertretung als „unauffindbare Kammer“ in der Bedeutung, dass ihre Zusammensetzung unerwartet hoch im royalistischen Sinn ausgefallen war. Sie begann ihre Sitzungsperiode am 7. Oktober 1815.
Die ultraroyalistischen Abgeordneten waren bestrebt, Rache an jenen Überläufern zu nehmen, die während Napoleons Rückkehr nach Frankreich und dessen Herrschaft der Hundert Tage auf dessen Seite gewechselt waren. In diesem Sinn brachte die Regierung bereits Ende September 1815 drei repressive Gesetze gegen politisch Verdächtige ein. Es folgten u. a. Prozesse gegen hochrangige Offiziere Napoleons und Entlassungen zahlreicher Präfekten und Bürgermeister sowie Zivilbediensteter. Der politische Kampf dieser Monate vertiefte die Spaltung Frankreichs in zwei Lager. Die Ultraroyalisten traten für die Ausweitung der königlichen Autorität, die Liberalen hingegen für die Rechte der Deputiertenkammer und die Pressefreiheit ein. Ludwig XVIII. suchte einen Ausgleich zwischen den verschiedenen Parteien zu erreichen und so den Frieden zu sichern.
Nach dem Rücktritt des Ministeriums Talleyrand kam es Ende September 1815 zur Bildung eines neuen, vom Herzog von Richelieu angeführten Kabinetts, das aus gemäßigten Royalisten bestand. Nach dem Amtsantritt dieses Kabinetts entschärfte sich der Konflikt zwischen der Regierung und den Ultraroyalisten kurzzeitig. Die Spannungen flammten aber bald wieder auf, weil der ultraroyalistischen Majorität in der Chambre introuvable die vom Ministerium gegen die übergelaufenen Bonapartisten ergriffenen Maßnahmen nicht ausreichten. So griff ein Abgeordneter Anfang Januar 1816 die Minister scharf an und führte aus, die Deputierten müssten den König vor seiner eigenen Milde schützen. Der König stand in dieser Auseinandersetzung auf der Seite seiner Minister und sah scharfsichtig die ideologische Radikalität der Ultraroyalisten. Zu deren weiteren Forderungen zählten u. a. die Abschaffung der einigermaßen liberalen Verfassung (Charte constitutionnelle), die Aufhebung des Konkordats von 1801 sowie die Wiederherstellung jener Grundbesitzverhältnisse, die vor dem Ausbruch der Französischen Revolution 1789 bestanden hatten. Dies stieß auf den heftigen Widerstand der Liberalen und jener Personen, die bei der Verwirklichung der aufgestellten Forderungen große Nachteile hätten hinnehmen müssen.
Die Ultraroyalisten setzten ihre Hoffnungen vor allem auf den wesentlich reaktionärer als der König eingestellten Grafen von Artois, der ein jüngerer Bruder Ludwigs XVIII. war und 1824 als Karl X. den französischen Thron besteigen sollte. Sie wünschten sich auch die Einsetzung eines Kabinetts, das über das Vertrauen der Majorität der Deputiertenkammer verfügen würde und kämpften damit paradoxerweise trotz ihrer reaktionären Einstellung für mehr parlamentarische Freiheiten.
Im Verlauf des Jahres 1816 kam es u. a. bei den Budgetberatungen, die in der Deputiertenkammer abgehalten wurden, zu nicht mehr hinnehmbaren Szenen, sodass Richelieu und der gemäßigte Monarchist Élie Decazes, Herzog von Decazes und Glücksberg, den König zur Auflösung der Chambre introuvable zu überreden versuchten. Zunächst wollte Ludwig XVIII. die Kammer aber nach einer Sitzungspause wieder einberufen und erst bei weiterer andauernder Opposition auflösen. Schließlich entsprach er der Forderung seiner Minister durch eine am 5. September 1816 erlassene Ordonnanz, in der neben der Auflösung der Kammer die Anordnung von Neuwahlen verkündet wurde. Ludwigs Bruder Karl kritisierte diese Maßnahme scharf.
Später wurde der Name Chambre introuvable zum Spottnamen für jede sich durch ultraroyalistische Bestrebungen hervortuende Kammer.
Mitglieder der Chambre introuvable waren unter anderen:
- François Régis de La Bourdonnaye
- Joseph Henri Joachim Lainé